# Veselovská přehrada
Veselovská přehrada (rusky Весёловское водохранилище) je přehradní nádrž v Rostovské oblasti v Rusku. Přehradní jezero má rozlohu 238 km². Je 98 km dlouhé a maximálně 7 km široké. Průměrně je hluboké 4,3 m. Má objem 1,02 km³.

## Vodní režim
Přehrada byla postavena v roce 1941 na řece Západní Manyč. Vodní nádrž umožňuje dlouhodobé regulování odtoku.

## Využití
Využívá se pro zavlažování, vodní dopravu, energetiku a rybolov (kapři, candáti, cejni, plotice).